# Ford Vedette

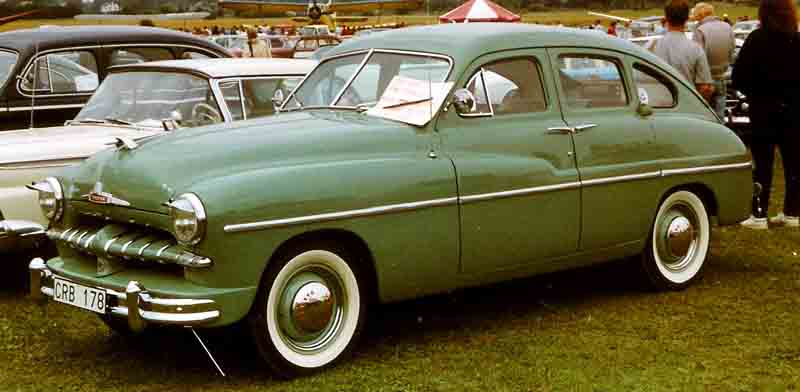
Ford Vedette (1951)

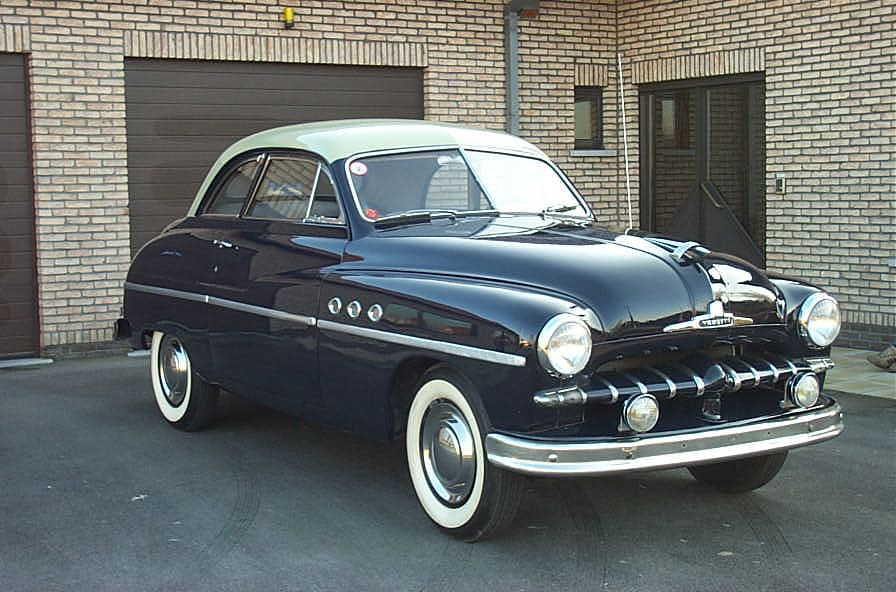
Ford Vedette Coupé (1950)

Der Ford Vedette  (französisch für „(Film)-Star“) war ein von Ford Société Anonyme France (Ford SAF) im Automobilwerk Poissy von 1948 bis 1954 produzierter Pkw der oberen Mittelklasse. Das Fahrzeug wurde 1948 auf dem Pariser Automobilsalon vorgestellt, war jedoch vollständig in Detroit entworfen worden. Es ähnelte den zeitgenössischen Mercury-Modellen, hatte aber einen 2158-cm³-V8-Motor mit Seitenventilen, der 1936 in Frankreich unter dem Namen Aquilon (römischer Gott der kalten Winde) eingeführt worden war. Die Karosserie war mit einem separaten, tragenden Leiterrahmen verschraubt.

## Der Motor „Aquilon“
Diesen Motor hatte auch schon der Vorkriegs-Matford (auf Basis des amerikanischen Ford V8). Er leistete trotz seines für europäische Verhältnisse beträchtlichen Kraftstoffverbrauchs nur 60 PS (44 kW). Gründe für die schlechte Leistungsausbeute waren die wegen der schwankenden und oft schlechten Qualität der damaligen Treibstoffe sehr niedrige Verdichtung (6,8 : 1) und die seitlich stehenden Ventile. Sie bedingten die  über den Kreis des Kolbens hinausragende Brennraumform und eine ungünstige Anordnung der Ansaug- und Abgaskanäle. Das Ansaugrohr musste das Gemisch mehrfach umlenken, damit es vom Fallstromvergaser aus von unten her durch den Zylinderblock den Zylinder erreichte, die Abgase wurden in drei Kanälen durch den Motorblock nach außen geleitet. Dies ergab eine hohe Kühllast und ungleichmäßige Erwärmung der Zylinder.
Hinzu kamen die Einschränkungen, die die nur dreifache Lagerung der Kurbelwelle mit sich brachte. Dauerhaft hohe Drehzahlen, wie sie bei Autobahnfahrten üblich sind, führen bei diesem Motor zu Schwingungen der Kurbelwelle, die im Wageninneren als starkes Brummen deutlich hörbar sind und erhöhten Verschleiß bis hin zur Materialermüdung oder gar -zerstörung bewirken. Deshalb wurde der Motor später von Simca für das Modelljahr 1961 des  Vedette Chambord noch einmal modifiziert: Die Kurbelwelle erhielt einen Schwingungsdämpfer. Doch nicht einmal 4000 Stück davon wurden in diesem Modelljahr in Frankreich hergestellt. Danach war in Europa die Produktion dieses Motors beendet. Simca do Brasil baute jedoch das Fahrzeug zunächst beinahe unverändert weiter. Mit einigen Änderungen, die auch den Motor betrafen, lief die Produktion bis 1969.

## Das Fahrwerk
Die Vorderachse des Ford Vedette der ersten Generation war anders als beim gleich alten Ford Taunus G93A, der vorn eine Starrachse hatte, als Einzelradaufhängung mit oberem und unterem Dreiecksquerlenker, Schraubenfeder und Teleskopdämpfer ausgeführt. Die starre Hinterachse wurde mit Blattfedern geführt und gefedert. Erst das Nachfolgemodell dieses ersten Ford Vedette mit selbsttragender Karosserie, das nach dem Verkauf an Simca im Jahr 1954 als Simca Vedette auf den Markt kam, erhielt eine neue Aufhängung mit Federbein und Querlenker nach Earle S. MacPherson. Erstmals wurde die als MacPherson-Federbein bezeichnete Konstruktion im englischen Ford Consul/Zephyr mit selbsttragender Karosserie von 1950 an eingebaut.

## Schwierige Anfangsphase
Da Poissy nach dem Krieg als Montagewerk wegen Kriegsbeschädigungen nicht sofort eine vollständige Automobilproduktion aufnehmen konnte, wurden die ersten Fahrzeuge beim französischen Karosseriehersteller Chausson in Gennevilliers gefertigt. Chausson war zu dieser Zeit Spezialist für Autobusse, die auch nach der Übernahme durch die Renault-Tochter Saviem Hauptprodukt blieben. Ein weiteres bekanntes Fahrzeug, dessen Karosserie Chausson herstellte, war der ab 1968 produzierte Opel GT. Die Rohstoffe hatten in der Nachkriegszeit keine allzu hohe Güte, auch wichtige Zulieferteile waren angeblich von geringer Qualität. Dies trug zur begrenzten Popularität des Modells bei. Während der sechs Produktionsjahre gab es den Vedette in verschiedensten Ausführungen: viertürig mit Fließheck und Selbstmördertüren hinten, später eine viertürige Limousine, eine auf dem Modell mit Fließheck basierende viertürige Cabriolimousine, Sunliner genannt, deren Rolldach sich über die gesamte Fahrgastzelle abrollen ließ, ein zweitüriges Coupé und ein zweitüriges davon abgeleitetes Cabriolet mit der Bezeichnung Décapotable. Die Konstruktion mit separatem Rahmen ermöglichte diese Vielfalt an Karosserievarianten.

## Ära Lehideux
Unter der Leitung des neuen Präsidenten von Ford France, François Lehideux, wurde das Modell 1950 überarbeitet und es erhielt einen steiferen Rahmen. 1952 erfuhr das Auto eine gründliche Modellpflege mit einer ungeteilten Frontscheibe, einem neugestalteten Wageninneren mit Zigarettenanzünder, außerdem besseren Stoßdämpfern, Bremsen und einem größeren Kofferraum, der den Wagen jedoch nicht besser aussehen ließ. Beim Pariser Automobilsalon 1952 wurde eine Luxusversion des Vedette vorgestellt, der Ford Vendôme, der von einem größeren 3923-cm³-V8-Motor mit 84 PS (62 kW), Mistral genannt, angetrieben wurde, wie er in Lkw von Ford France eingesetzt worden war. Im gleichen Jahr kam das fünftürige und fünfsitzige Fließheck-Modell Ford Abeille („Biene“) mit einer zweiteiligen, horizontal geteilten Heckklappe heraus. Mit seinen blechverkleideten hinteren Fensterausschnitten und einer Zuladung von 500 kg galt er als praktischer und komfortabler Kombi. 
Im Sommer 1952 brachen drei französische Fahrer auf einer Vedette mit einer Stromlinienkarosserie auf einem Rohrrahmen in Montlhéry mehrere Rekorde in der Klasse bis 2 Liter Hubraum, womit sie einige Aufmerksamkeit erregten, die sich die Werbung zunutze machte.

## Ära Pigozzi
Seit Kriegsende hatte Ford angesichts der unbefriedigenden Umsatzentwicklung und wegen der Streiks in Poissy gegen Ende des Jahrzehnts versucht, das Werk abzustoßen. Eine gute Gelegenheit bot sich 1954, als Henri Théodore Pigozzi, der Gründer des mit wachsendem Erfolg tätigen französischen Automobilherstellers Simca, nach einer neuen Fabrik für sein wachsendes Geschäft Ausschau hielt. Ford France wurde mit Simca fusioniert, wobei Ford sowohl das Werk in Poissy als auch alle dort produzierten Modelle einbrachte, einschließlich des renovierten Vedette. Das neue Modell trat sein Debüt schon unter der Bezeichnung Simca Vedette an, wurde aber auf einigen Absatzmärkten (einschließlich Deutschland und den Niederlanden) bis 1956 als Ford Vedette vertrieben.